# Stadionul Știința
Stadionul „Știința” este o arenă de fotbal din municipiul Timișoara, Banat, România, inaugurată în 28 iunie 1928. La acea vreme se numea „Arena Politechnica” și era printre cele mai moderne și dotate baze sportive din țară, asigurând studenților  „Școalei Politechnice”, o gamă completă de facilități (arenă de fotbal Divizia A cu instalație nocturnă și  tabelă de scor electronică, terenuri de minifotbal și tenis cu piciorul, pistă de atletism omologată, grupuri sanitare, vestiare, dușuri, saună, săli de forță, parc și spații verzi, cămine pentru studenți, săli de conferințe și birouri, locuri de odihnă ș.a.).
La inaugurare au fost prezenți gen. Alexandru Bunescu (comandantul Diviziei Timișoara), ing. Constantin Teodorescu (rectorul „Școalei Politechnice”), prefectul Dimitrie Nistor, primarul Augustin Coman și căpitanul echipei, Tudor Chiroiu.
Timp de 35 de ani Politehnica Timișoara și-a disputat meciurile pe acest stadion. Aici Poli a primit vizita unor formații de legendă ale acelor vremuri, precum Kadima, Chinezul, ANEF sau ITA (viitoarea UT Arad).
Arena a fost modernizată în mai multe etape. A fost redeschisă pe 7 noiembrie 1948, cu ocazia meciului dintre Politehnica Timișoara și CFR București, încheiat cu victoria timișorenilor cu 1-0. Numărul de spectatori care puteau asista la meciuri a crescut constant, apogeul având loc la meciul din „Cupa Dunării” dintre Știința și Dinamo Praga (actuala Slavia Praga), pe 1 iunie 1958, când au asistat peste 24.000 de spectatori.

## Planuri pe viitor
Compania Națională de Investiții a aprobat, în 2020, un amplu proiect de extindere și modernizare ce prevede mărirea capacității tribunei la 3.000 de locuri, terenuri de minifotbal pe acoperiș, diverse spații și funcțiuni sportive precum și o parcare supraterană.